# Богодухова
Богодухова — річка в Україні у Калінінському районі м. Донецька Донецької області. Ліва притока річки Кальміусу (басейн Азовського моря).

## Опис
Довжина річки 13 км, похил річки 6,6 м/км, площа басейну водозбору 59,9 км²; найкоротша відстань між витоком і гирлом — 11,29  км, коефіцієнт звивистості річки — 1,15. Формується багатьма балками та загатами.  

## Розташування
Бере початок на території міста Макіївки, на південь від селища Берестівка, поблизу з його межею з Донецьком  на північ від Ботанічного саду, біля автошляху Н20. Тече переважно на південний захід через Донецький ботанічний сад НАН України, утворюючи ланцюг з чотирьох ставків поруч з ним. Далі огинає терикон шахти «Заперевальна», проходить через ставок «Сахалін», досягає Олексіївського ставка, тече по межі Пролетарського і Будьонівського районів на південь, і впадає в Кальміус південніше села Авдотьїне.

## Притоки
У Богодухової є кілька лівих притоків. 
Мала Богодухова — витік у Гірницькому районі Макіївки, тече вздовж Горностаївської вулиці і впадає в ставок «Сахалін» на Заперевальній.  
Суха Богодухова (Молочна) — витік на південь від мікрорайону Квітковий, тече в західному напрямку по північній межі Будьонівського і Пролетарського районів, перед вулицею Нижньокурганська утворює ставок «Молочка», потім повертається в первісний русло, продовжує рухатися на захід. 
Червона — найпівденніший з притоків Богодухової. Її витік знаходиться поруч залізничної гілки терикону шахти 9 «Капітальна», тече у південно-західному напрямку повз Чулківку і впадає в Олексіївський ставок.

## Цікаві факти
- Навколо річки є багато териконів[2].